# Thing
Thing byl sněm, který existoval v severoevropských zemích v období raného rozvoje jejich společnosti. Členy sněmu mohli být pouze svobodní muži, v některých krajích i ženy.
Etymologie slova vychází z germánského výrazu pro shromáždění, která se většinou konala na vyvýšeném místě nebo pod stromem, vždy však pod širým nebem.

## V době nacionálního socialismu
Němečtí národní socialisté využívali k propagování nacistické ideologie pořádání festivalů nazývaných Thingspiele, které byly součástí thingového hnutí (Thingbewegung) 20. století. Tyto slavnosti se provozovaly na speciálně upravených místech, obvykle situovaných v atraktivních přírodních lokalitách, aby tato místa označovaná jako Thingplatz nebo Thingstätte vyvolávala v návštěvnících silné emocionální zážitky. Takových míst mělo být ve 30. letech 20. století vybudováno 200 až 400, jejich skutečný počet se však odhaduje asi na 60. Jedním z nejznámějších takových míst je Thingstätte u Heidelbergu.
Dodnes se slovo thing nebo ting zachovalo jako část názvu parlamentů některých severských zemí (například Dánsko: Folketing, Grónsko: Landsting apod.). Rovněž se tento výraz dostal do angličtiny, kde však časem změnil svůj význam, a nyní tedy označuje věc (podobně jako ding v nizozemštině).